# Veturius negroensis
Veturius negroensis es una especie de coleóptero de la familia Passalidae.

## Distribución geográfica
Habita en Venezuela.